# Magia przenośna
Magia przenośna (tzw.zaraźliwa) – drugi, poza magią homeopatyczną, składnik myślenia magicznego i działania, opisywany przez Jamesa Frazera wspólnym określeniem magii sympatycznej. Opiera się on na założeniu, że jeżeli na dany przedmiot, który miał bezpośrednią lub czasem pośrednią styczność z innym przedmiotem, istotą lub zjawiskiem, czarownik zadziała w określony sposób, to skutki takiego działania odczuje także ta istota lub na dane zjawisko czy przedmiot zostanie wywarty wpływ. Zasada magii przenośnej występuje zazwyczaj z myśleniem charakterystycznym dla magii homeopatycznej. Dotyczy to m.in. magicznego połączenia osób bliskich, np. gdy w okolicach Borneo wojownik wybierał się wojnę, bliska mu kobieta (żona lub siostra) nie mogła spać w nocy (aby nie był zaskoczony przez wroga), nie mogła smarować włosów tłuszczem (aby się nie pośliznął), powinna sypać gotowaną kukurydzę po werandzie (aby był zręczny), a w mieszkaniu nie powinno być obiektów o które można się potknąć.
Myślenie to opiera się na założeniu, że jeśli coś znajdowało się w styczności z czymś innym, to te dwie rzeczy są zawsze ze sobą w jakiś sposób powiązane.